# Cradle-to-Cradle
Cradle-to-Cradle (рус. От колыбели до колыбели, сокр. C2C) — концепция, основанная на идее безотходных систем производства, не наносящих вреда окружающей среде. Иными словами, система Cradle-to-Cradle® предлагает промышленной сфере перейти на безотходную деятельность, в рамках которой
осуществлялось бы не только максимально эффективное использование природных ресурсов и уже произведенных веществ и материалов, но и поддерживалась бы непрерывность их цикла. Такая система помогает защищать и обогащать природную среду, уменьшая экологический след.
Смысл концепции виден в самом названии, которое образовано в результате игры слов. В английском языке есть устойчивое выражение «cradle-to-grave» (рус. От колыбели до могилы), употребляющееся для характеристики процесса, развивающегося линейным путём. Cradle-to-Cradle, в свою очередь, символизирует цикличность процесса. Цикл товара, например, можно обеспечить переработкой его составляющих, когда товар подвергается утилизации. «Колыбелью» же метафорично называется природа, в которой принципиально не бывает отходов.

## История концепции
Термин Cradle-to-Cradle был предложен швейцарским архитектором Уолтером Р. Стахелем в 1970 году. В 2002 г. он был популяризован немецким химиком Майклом Браунгартом и американским дизайнером Уильямом Макдонахом в их книге «Cradle to Cradle: Remaking the Way We Make Things» Книга стала своеобразной инструкцией по достижению модели С2С, а термин был зарегистрирован в качестве торговой марки McDonough Braungart Design Chemistry (MBDC). MBDC запатентовал систему сертификации продукции по принципу С2С, однако в 2012 г. патент был передан Инновационному институту продуктов Cradle-to-Cradle (англ. Cradle to Cradle Products Innovation Institute) для обеспечения независимости и открытости процесса сертификации. На сегодняшний день 161 компания участвует в системе C2C, было выдано 347 сертификатов для 2500 продуктов (преимущественно в Европейском Союзе, США и Китае).

## Структура Cradle-to-Cradle
Согласно концепции C2C, все вещества, участвующие в создании и функционировании продукции, должны иметь непрерывный жизненный цикл. В описании концепции делается акцент на то, что такие вещества можно считать «питательными». Ввиду того, что происхождение веществ и материалов имеет разную природу, по принципу Cradle-to-Cradle их условно подразделяют на две группы: органические и технические. В зависимости от того, к какой группе относится вещество, оно проходит соответствующий путь по определенному циклу.

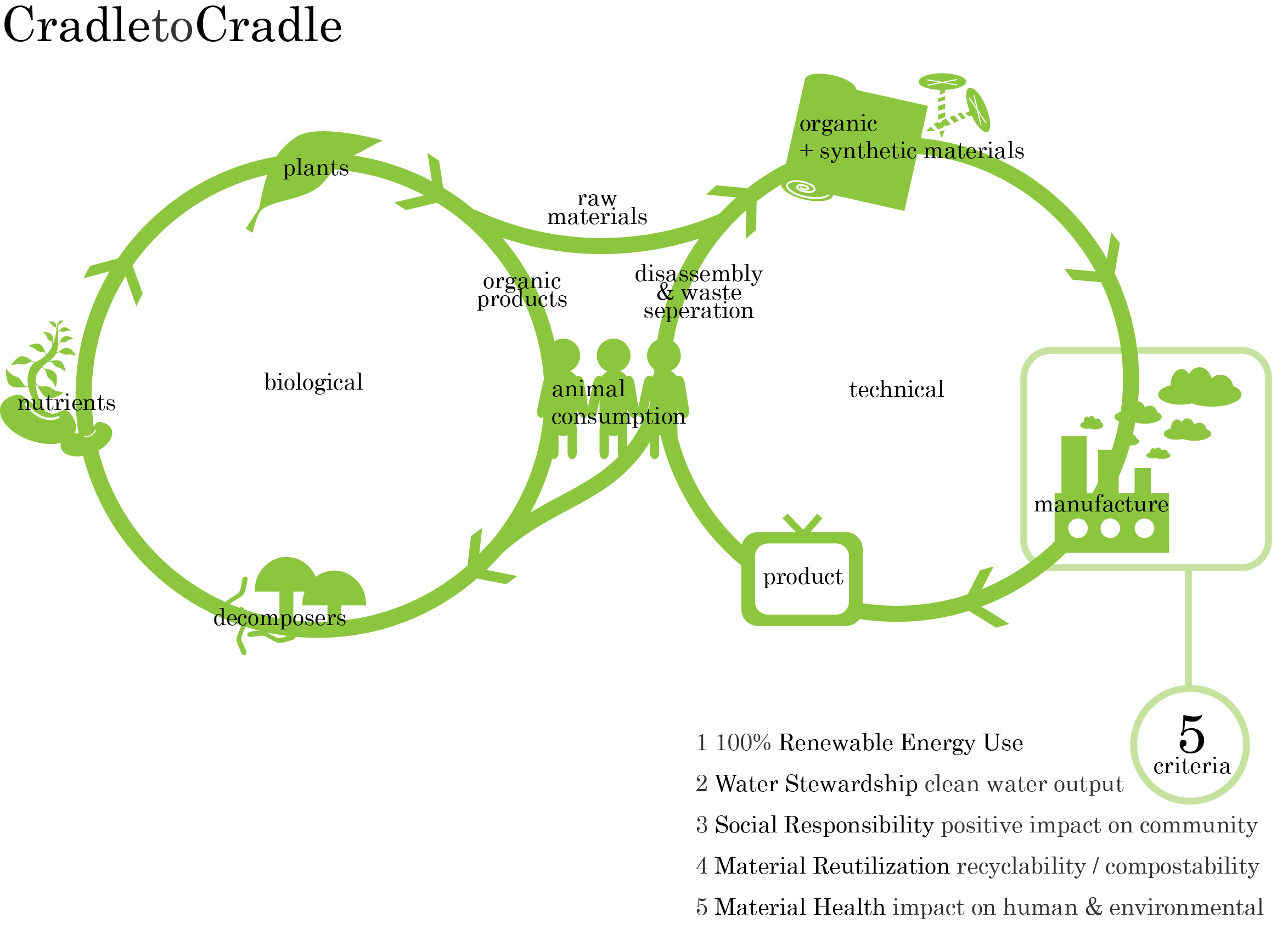
Биологический и технический циклы

 К техническим относятся нетоксичные и безвредные синтетические вещества, которые подвергаются многоразовому и непрерывному использованию без нанесения вреда окружающей среде. Технические вещества перерабатываются без потери их качества и целостности, поэтому их нельзя редуцировать и использовать для создания более простых материалов — такой подход мог бы повлечь за собой появление отходов. По-другому выглядит цикл органических веществ. Так как они имеют исключительно природное происхождение, то их попадание в окружающую среду после длительного использования априори не порождает негативного воздействия. Органика может разлагаться в почве и войти в пищевую цепочку в качестве питательного вещества для бактерий. Поэтому по мере завершения эксплуатации продукции, её органические составляющие, согласно принципу, снова попадают в сугубо природную среду с естественным циклом жизнедеятельности. Важно отметить, что нельзя допускать попадание веществ в инородную среду, это может привести к неблагоприятным последствиям.
Классическим примером и доказательством возможности реализации С2С на практике может быть жизненный цикл обуви по принципу модели. Производитель создает обувь, подошва которой сделана из органического материала, а расположенные выше подошвы детали обуви — из синтетического. Сапоги или, например, туфли, попадают на прилавки магазинов, их приобретают потребители. По мере завершения использования обуви, ввиду её изношенности, повреждения или иных факторов, потребитель возвращает её производителю. Дальнейшей задачей производителя становится отделение подошвы обуви от остальных деталей и отправка компонентов обеих групп в соответствующие им среды. Подошва, произведенная однажды из органического материала, возвращается в природную среду и подвергается распаду бактериями, а детали, сделанные из синтетических веществ, проходят цикл заново и используются для изготовления новых пар обуви. Как результат, производитель экономит на ресурсах и ведёт фактически безотходную деятельность. Потребитель, в свою очередь, выполняет ключевую роль в системе: он возвращает товар в свою «колыбель» и способствует реализации непрерывного цикла.

## Сертификация Cradle-to-Cradle
Соблюдая принципы Cradle-to-Cradle при создании и реализации продукции, производитель делает качественный товар, экономя на факторах производства и не оставляя экологического следа. Сертификация товара по стандартам Cradle-to-Cradle подтверждает наличие экологичного жизненного цикла продукции. Для подтверждения лицензии каждые два года производитель обязан доказывать наличие прогресса в приложении усилий, направленных на развитие идей Cradle-to-Cradle в своей деятельности.
Приверженные принципам Cradle-to-Cradle дизайнеры и производители должны соблюдать пять критериев продукции:
1. Безвредность материалов. Необходимо подтвердить потенциальную безвредность материалов для окружающей среды и здоровья людей. Все химические компоненты продукции должны получить оценку «Оптимальный уровень соответствия» — зелёный или «Приемлемый уровень соответствия» — жёлтый. Любые ингредиенты, которые получают оценку «красный» (высокий риск) или «серый» (не подлежит определению), должны отбраковываться и заменяться.
2. Повторное использование материалов. Производитель должен четко знать и понимать из каких материалов изготавливается его продукт. Составляется список веществ, которые были использованы при создании товара, и их разделяют на две группы в зависимости от природы происхождения: органические и технические. Ввиду того, к какой группе относится компонент, он участвует в соответствующем цикле. Органическое вещество при утилизации товара возвращается в природную среду, а синтетический ингредиент участвует в техническом цикле и используется для изготовления новой продукции.
3. Использование возобновляемых источников энергии. При создании продукции нужно учитывать возможность того, что сегодняшние технологии позволяют включить использование возобновляемых источников энергии в проектируемые производственные системы.
4. Разумное расходование воды. Важно осознание того, что чистая вода — это драгоценный природный ресурс, и каждый человек имеет существенное право на её потребление. Поэтому компании, работающие по принципу С2С, должны ответственно и рационально расходовать водные ресурсы, и сбрасывать сточные воды только после необходимой очистки.
5. Социальная ответственность. Дизайнеры и производители должны доказать, что они осуществляют свою деятельность, уважая права и интересы всех людей, которые были задействованы в производстве, использовании, утилизации и переработке продукции.

Продукт оценивается квалифицированной независимой организацией на базе Инновационного института продуктов Cradle-to-Cradle по всем пяти критериям и по каждому из них товару присуждается уровень достижения — Основной, Бронза, Серебро, Золото и Платина. По самому низкому уровню определяется общий знак продукта.